# Стояночный тормоз
Стоя́ночный то́рмоз — часть тормозной системы, предназначенная для удержания транспортного средства в неподвижном состоянии относительно опорной поверхности.
Стояночный тормоз предназначен для затормаживания автомобиля, трактора, комбайна на стоянках и удержания его на уклонах.
В большинстве случаев стояночный тормоз приводится в действие рукой, посредством поднятия рычага вверх, как правило, находящегося на трансмиссионном тоннеле между сиденьями водителя и переднего пассажира. На спортивных машинах рычаг может располагаться между сиденьем и дверью водителя, в этом случае пассажир не имеет к рычагу случайного доступа. В силу этого часто простонародно называется «ручно́й тормоз», «ручни́к», а постановка машины на ручной стояночный тормоз обозначается как «затянуть ручник».
Однако существует большое количество моделей, в которых стояночный тормоз приводится в действие ножной педалью, например Toyota Crown, как правило, это автомобили с автоматической коробкой перемены передач. Педаль стояночного тормоза обычно находится около площадки для отдыха ноги водителя, в стороне от основных педалей и имеет небольшие размеры, чтобы водитель не перепутал её с одной из основных педалей. В большинстве случаев, она же предназначена и для растормаживания автомобиля, однако иногда для этого применяется рычаг под рулём, схожий с рычагом для открывания капота. Широкое распространение такой стояночный тормоз получил в автомобилях североамериканских производителей, а также на «праворульных» японских автомобилях. Также существуют автомобили, на которых рычаг ручного тормоза находится возле рулевой колонки, например ГАЗ-21 «Волга».
У автопроизводителей наблюдается тенденция по замещению механических стояночных тормозов на электронные.

## Привод на задние колёса
На легковых автомобилях, в большинстве случаев, рычаг стояночного тормоза соединяется гибким металлическим тросом в оболочке с задними барабанными тормозными механизмами, в которых находится устройство, приводящее в действие штатные колодки.
Водитель натягивает рукоятку, увлекая вместе с ней проложенный в оболочке трос и коромысло. Коромысло уравнивает натяжение тросов и через них натягивает рычаги в тормозных устройствах правого и левого задних колёс, которые, опираясь на планки, раздвигают тормозные колодки в разные стороны. Для растормаживания колёс автомобиля водитель должен немного потянуть на себя рукоятку ручного тормоза, нажать на торцевую кнопку, разобщающую храповой механизм, затем поставить рукоятку в исходное положение.
Если на легковом автомобиле сзади установлены дисковые тормозные механизмы — то технически совместить в дисковом тормозе гидравлический и механический привод сложно. В этом случае имеются отдельные стояночные барабанные тормозные механизмы.

## Трансмиссионный тормоз
На некоторых грузовых автомобилях, а также на внедорожниках и на некоторых легковых автомобилях (ГАЗ-21 «Волга», ГАЗ-13 «Чайка»), стояночный тормоз действует не на колёса, а на трансмиссию. Детали тормозного механизма монтируются на коробке передач или на раздаточной коробке, действуют на карданный вал и именуются ещё центральным тормозом. В свою очередь, трансмиссионные тормоза бывают дисковые (ЗИС-150) и барабанные (ГАЗ-51, ЗИЛ-130 и др).
Если произойдёт авария (обрыв карданного вала) — автомобиль останется без стояночной тормозной системы.
На автомобилях с АКПП роль дополнительного стояночного тормоза выполняет механизм блокировки выходного вала АКПП в режиме «P». Но его возможности по удержанию автомобиля, особенно на уклоне, достаточно ограничены и пользоваться им следует только совместно с основным стояночным тормозом.

## Пружинные энергоаккумуляторы
На грузовых автомобилях и автобусах с пневматическим тормозным приводом (например, на автомобилях КАМАЗ) в тормозных камерах установлены пружинные энергоаккумуляторы, затормаживающие транспортное средство не только в рабочем режиме, но и на стоянке или в случае аварии (снижение давления, отказ воздушного компрессора, обрыв тормозного шланга). Для постановки на стоянку водитель снижает давление в пневматической системе, распрямляющиеся пружины надёжно прижимают тормозные колодки к барабану. Растормаживают машину, повышая давление воздуха. При буксировке аварийного автомобиля (на жёсткой сцепке) необходимо выкрутить болты в энергоаккумуляторах, сжав пружины.
Аналогичным образом работают тормоза на трамвайных вагонах Усть-Катавского завода начиная с КТМ-5 (71-605) и Татра Т3. Прижатие колодок к барабану осуществляется пружинами, а отвод колодок — электромагнитами (соленоидами). Для затормаживания вагона достаточно просто отключить питание электромагнитов, что на Усть-Катавских вагонах происходит автоматически после возврата ручки контроллера из положения Т4 в нулевое, а также при экстренном торможении, отпускании педали безопасности или нажатии водителем специальной кнопки «Дотормаживание». При отключении цепей управления вагона тормоза автоматически затормаживаются, поэтому отдельного ручного механизма стояночного тормоза на Усть-Катавских вагонах нет. На ранних Татрах Т3 имелся ручной механизм, но позже его устанавливать перестали.

## Проверка исправности
В соответствии с «Перечнем неисправностей и условий, при которых запрещается эксплуатация транспортных средств» (приложение к Правилам дорожного движения)
Эксплуатировать транспортное средство запрещено:

1.5. Стояночная тормозная система не обеспечивает неподвижное состояние:
- транспортных средств с полной нагрузкой — на уклоне до 16 градусов включительно;
- легковых автомобилей и автобусов в снаряженном состоянии — на уклоне до 23 процентов включительно;
- грузовых автомобилей и автопоездов в снаряженном состоянии — на уклоне до 31 процента включительно.

— Перечень неисправностей и условий, при которых запрещается эксплуатация транспортных средств
Для проверки стояночного тормоза в «домашних» условиях можно затянуть его до отказа, включить первую передачу и плавно отпускать сцепление. При исправном стояночном тормозе двигатель должен глохнуть вплоть до полной остановки. Если автомобиль медленно движется, что-то не в порядке.

## Ситуации применения
- Трогание на крутом подъёме;
- Парковка на площадке;
- Кратковременный выход из машины (автозаправка, магазин и др.)
- Длительное использование основного тормоза (стоянка в дорожной пробке, перед светофором и др.);
- Отказ основной тормозной системы. В случае аварийной ситуации нужно тормозить резким и сильным вытягиванием рукоятки тормоза, не допуская длительного трения тормозных колодок о барабан, так как при этом фрикционные накладки и механизм перегреваются и уменьшается максимальный тормозной момент;
- Для вхождения в управляемый занос.

Не рекомендуется длительное хранение автомобиля, заторможенного стояночным тормозом, так колодки могут прикипеть (а в холодное время года примерзнуть) к барабану.
Инструкторы в автошколах учат парковаться заносом, включив первую передачу, вывернув руль и затянув ручник (данный приём в основном используется при контраварийной подготовке).

## Замещающие механизмы
- При выключенном зажигании удержание автомобиля на поверхности может быть осуществленно включением пониженной передачи. Однако при значительном уклоне эта мера не сможет гарантировать нескатывание машины.
- Автоматические коробки перемены передач имеют сектор «P» (parking, парковка). В этой позиции валы коробки передач блокируются и автомобиль случайно никуда не поедет. Однако если приподнять домкратом машину, например, с целью замены переднего колеса (на переднеприводной модели), то необходимо обязательно воспользоваться стояночным тормозом, так как при вывешенном одном колесе второе колесо получит возможность свободного вращения через дифференциал (который никак не заблокирован) и машина может сдвинуться с места и упасть с домкрата. Несмотря на удобство повседневного использования «парковки» на АКПП, рекомендуется время от времени пользоваться стояночным тормозом, проверяя его исправность (что позволяет проконтролировать исправность тормозов и износ колодок только задних колёс), и пользоваться им всегда при подъёме автомобиля на домкрате.
- Подложить под колёса противооткатные упоры (обязательно имеются на грузовых автомобилях и автобусах), а при их отсутствии — другие подходящие предметы (кирпичи, камни, доски).

## Комментарии
1. ↑  Японский автомобиль, руль справа. В гнездо прикуривателя включен FM-трансмиттер.
2. ↑  Дополнительный топливный бак на автомобиле ГАЗ-69 находится под передним пассажирским сиденьем.